# 杰夫·施特拉塞尔
杰夫·施特拉塞尔（1974年10月5日，卢森堡城 -），卢森堡足球运动员，司职后卫，目前效力于瑞士足球超级联赛苏黎世草蜢足球俱乐部和卢森堡国家足球队。